# Ben Mohamed Bouchaïb
Ben Mohamed Bouchaïb (* 1. Januar 1924 in Casablanca) ist ein ehemaliger französischer Fußballspieler.

## Karriere
Bis 1945 trug Bouchaïb, der im damals französisch besetzten Marokko aufwuchs, das Trikot des RA Casablanca. Anschließend spielte der Mittelfeldspieler für den FUS de Rabat, bevor er 1946 ins französische Mutterland wechselte und mit seinen 22 Jahren im Erstligisten Olympique Marseille einen Arbeitgeber fand. Für diesen kam er zu seinem Profidebüt, als er am 18. August 1946 bei einer 1:4-Niederlage gegen den Stade Français aufgeboten wurde. Fortan wurde er regelmäßig aufgeboten und besaß zeitweise einen Stammplatz, den er zu Beginn der Saison 1947/48 jedoch wieder einbüßte. Im Verlauf dieser Spielzeit stand er nur noch vier Mal auf dem Rasen, doch brachten ihm diese Einsätze eine Zugehörigkeit zur Meistermannschaft 1948 ein, da sein Klub den Kampf um den nationalen Titel für sich entscheiden konnte.
Direkt im Anschluss an die Meisterschaft kehrte er Marseille im Sommer 1948 den Rücken und unterschrieb beim Ligarivalen CO Roubaix-Tourcoing im Norden des Landes. Bei diesem wurde regelmäßig auf ihn zurückgegriffen, bis er 1950 zum Zweitligisten SO Montpellier ging. Dort war er Stammspieler in einer Elf, der 1952 der Aufstieg in die Eliteklasse gelang. Mit sechs Treffern erreichte er in der Aufstiegssaison seine beste Torausbeute. Zwar war er auch in der Erstklassigkeit einer der Leistungsträger, doch stieg er mit der Mannschaft 1953 als Tabellenletzter ab und verließ den Verein daraufhin. Er fand eine Anstellung beim Zweitligisten FC Grenoble, bis er 1955 zum ebenfalls zweitklassig antretenden SO Montpellier zurückkehrte. Für diesen trat er noch ein Jahr lang an, ehe er 1956 mit 32 Jahren nach 91 Erstligapartien mit sieben Toren sowie 120 Zweitligapartien mit 15 Toren seine Profilaufbahn beendete. Danach spielte er im Amateurbereich weiter und war während der Saison 1958/59 für einen Verein aus Arles aktiv, als er wegen einer Attacke gegen einen Schiedsrichter lebenslang gesperrt wurde.